# Мабиногион
«Мабино́гион» — традиционное название, прилагаемое к циклу валлийских повестей, созданных в основном в средневаллийский период, но отчасти восходящих, по всей видимости, к древним традициям железного века. Это название было впервые приложено к этому циклу леди Шарлоттой Гест, первой их переводчицей на английский язык. В действительности правильным является название Мабино́ги (валл. Mabinogi), да и оно относится лишь к так называемым «Четырём ветвям Мабиноги» (валл. Pedair Cainc y Mabinogi), первым четырём повестям цикла.
Целиком весь цикл сохранился в рукописях, известных как Красная Книга из Хергеста и Белая Книга Ридерха; кроме того, фрагменты отдельных повестей сохранились в других источниках.

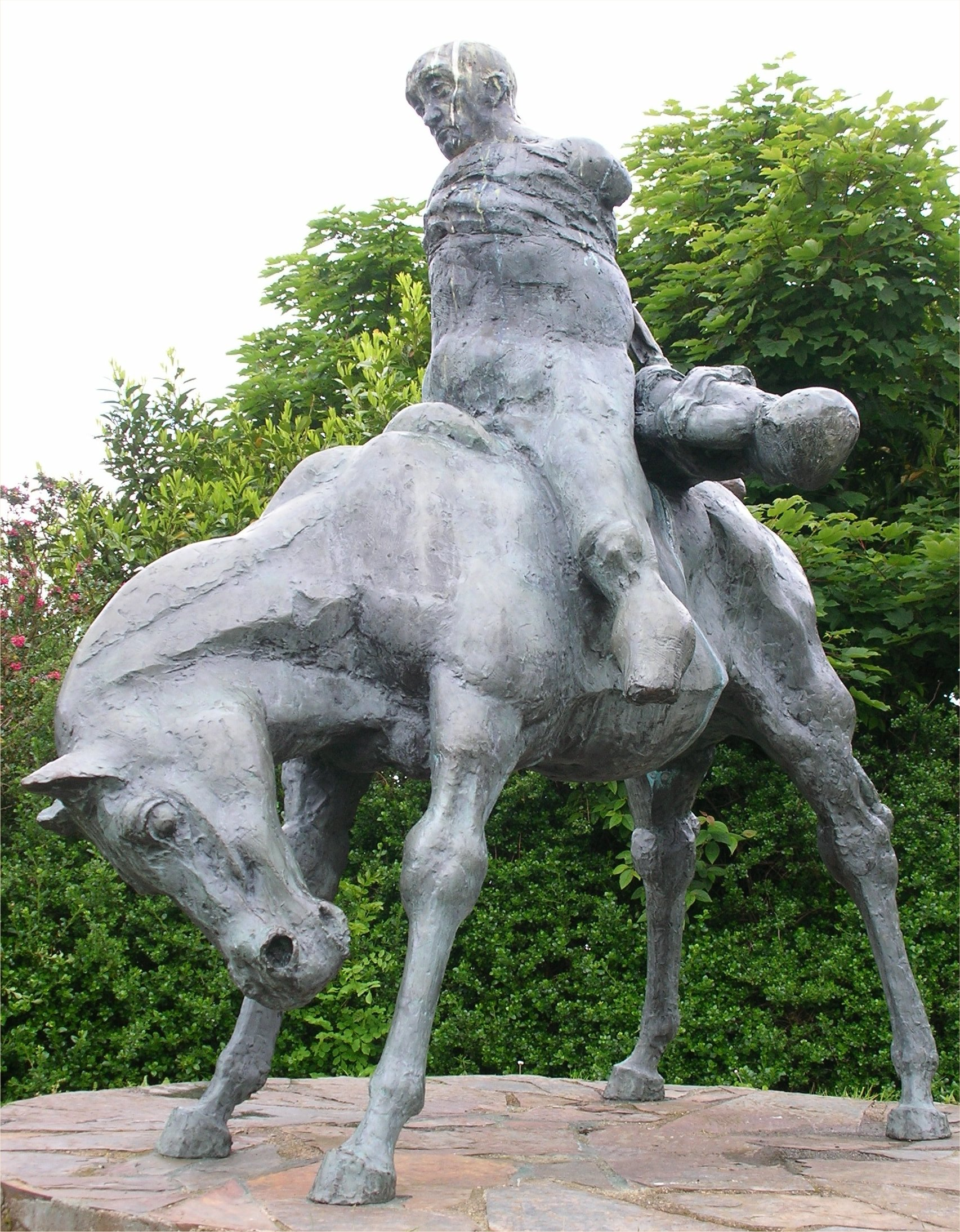
Скульптура, изображающая сцену из «Бранвен», установлена возле замка Харлех

## Состав цикла
В «Мабиногион» входят три группы повестей
- «Четыре ветви» собственно «Мабиноги» (валл. Pedair Cainc y Mabinogi)
  - «Пуйлл, властитель Диведа» (валл. Pwyll Pendefig Dyfed)
  - «Бранвен, дочь Ллира» (валл. Branwen ferch Llyr)
  - «Манавидан, сын Ллира» (валл. Manwyddan fab Llyr)
  - «Мат, сын Матонви» (валл. Math fab Mathonwy)
- Три рыцарских романа (валл. Y Tair Rhamant), близких по сюжету к некоторым из романов Кретьена де Труа. Не вполне ясно, являются они переложениями творений Кретьена или и те, и другие восходят к близким прототипам.
  - «Передир, сын Эврауга» (валл. Peredur fab Efrawg)
  - «Овейн, или госпожа источника» (валл. Owain, neu Iarlles y Ffynnon)
  - «Герейнт и Энид» (валл. Gereint ac Enid), или «Герейнт, сын Эрбина» (валл. Gereint fab Erbin)
- Самостоятельные повести
  - «Ллид и Ллевелис» (валл. Lludd a Llefelys)
  - «Сон Максена» (валл. Breuddwyd Macsen)
  - «Килух и Олвен» (валл. Culhwch ac Olwen) — эта повесть многими признана наиболее архаичной, в частности, она содержит множество сведений об артуровской традиции самого Уэльса
  - «Сон Ронабуи» (валл. Breuddwyd Rhonabwy) (отсутствует в Белой Книге)

Шарлотта Гест также включила в «Мабиногион» изложение легенды о Талиесине, но она никак не связана ни с одной из других повестей. Кроме того, она отсутствует и в Белой, и в Красной книгах.

## «Мабиногион» или «Мабиноги»?
Название «мабиноги» в рукописях приложено лишь к четырём повестям: «Пуйлл, властитель Диведа», «Бранвен, дочь Ллира», «Манавидан, сын Ллира» и «Мат, сын Матонви». Каждая из них оканчивается в рукописях версией колофона Ac yuelly y teruyna y geing hon yma or Mabynnogyon 'И так здесь кончается эта ветвь мабиноги'. При этом само слово выглядит по-разному: если в Красной книге всегда используется слово mabinogi, то в Белой встречаются формы mabynnogyon, mabinyogi, mabinogi. При этом вариант mabinnogyon, как показал ещё Ивор Уильямс, автор самого авторитетного издания Четырёх ветвей, является писцовой ошибкой, обусловленной встречающимся в предыдущей строке словом dyledogyon ('дворяне'). Другие повести из цикла не сопровождаются этим колофоном, так что название «мабиноги» приложимо только к этим четырём.

## Значение названия
Оно до сих пор является спорным. Часто предполагается, будто слово mabinogi связано с валл. mab 'сын'. Предложены следующие варианты:
- 'Родословная четырёх дворянских ветвей'
- 'Истории для юношества'
- 'Материал, связанный с искусством mabinog'а, якобы «ученика барда и писателя» (правда, такое слово нигде не засвидетельствовано)
- 'История о чьём-либо юношестве' -> 'жизнеописание'. Эта версия слаба тем, что единственный персонаж, объединяющий все четыре ветви, — Придери, сын Пуйлла, но, скажем, в «Бранвен» он не играет почти никакой роли в повествовании, хотя и фигурирует в нём
- 'Материал, рассказывающий о боге Мапоне и его окружении, Maponalia'

## Время создания
Сама рукопись Белой Книги восходит примерно к 1350 году, Красная Книга была составлена примерно между 1382 и 1410 годами, однако сами повести написаны гораздо раньше — это следует, в частности, из того, что отрывки их сохранились в рукописях XIII века. В особенности бурные споры развернулись вокруг датировки Четырёх ветвей. Ивор Уильямс предложил дату до 1100 года, основываясь на исторических и лингвистических данных. Напротив, Сондерс Льюис отстаивал конец XII века. Т. М. Чарлз-Эдвардз в 1970 году указал, что исторические аргументы обоих достаточно слабы, а с языковой точки зрения, по его мнению, лучше всего подходила датировка XI веком. Патрик Симс-Уильямс, проведя тщательное лингвистическое исследование, датировал Четыре ветви временем между 1060 и 1200 годом. Эндрю Бриз предположил, что их автором была женщина, Гвенллиант верх Грифид, из княжеского рода Гвинеда, жившая примерно с 1090 по 1137 год.
Важность этих дискуссий заключается в том, что если Четыре ветви были созданы до появления «Истории королей Британии» Гальфрида Монмутского (примерно 1136 год), сформировавшей средневековую артуровскую традицию, то их ценность для понимания аутентичной традиции Уэльса резко возрастает; при этом общепризнано, что «Килхух и Олвен» несомненно во многом восходит к догальфридовской традиции.

## Переводы
Первый перевод «Мабиногион» на английский язык осуществила леди Шарлотта Гест; правда, в переводах её множество неточностей, а часть эпизодов она опустила как безнравственные. Существуют также переводы Джеффри Гантца и Патрика Форда (не во всём точные) и братьев Джонс (весьма тщательный, но архаичный по языку). Последний по времени научный перевод текста на английский язык, с подробным комментарием, принадлежит Шонед Дэвис (2007).
На русский язык эти повести переводились дважды: Л. Володарской с английского перевода леди Гест (Кельты. Валлийские сказания. Мабиногион. М., 2000) и В. В. Эрлихманом непосредственно с валлийского (Мабиногион. М., 1995; 2002).

## Литературные переложения и экранизации
- Тетралогия «Мабиногион» (1936; 1971; 1972; 1974) Эванджелины Уолтон.
- Мультфильм «В поисках Олуэн» (1990).
- Уэльский фильм «Y Mabinogi» (2003).

### Оригинальный текст
- Branwen Uerch Lyr. Ed. Derick S. Thomson. Medieval and Modern Welsh Series Vol. II. Dublin: Dublin Institute for Advanced Studies, 1976. ISBN 1-85500-059-8
- Culhwch and Olwen: An Edition and Study of the Oldest Arthurian Tale. Rachel, Bromwich and D. Simon Evans. Eds. and trans. Aberystwyth: University of Wales, 1988; Второе издание, 1992. (существует также валлийское издание)
- Cyfranc Lludd a Llefelys. Ed. Brynley F. Roberts. Medieval and Modern Welsh Series Vol. VII. Dublin: Dublin Institute for Advanced Studies, 1975.
- Llyfr Gwyn Rhydderch. Ed. J. Gwenogvryn Evans. Cardiff: University of Wales Press, 1973.
- Pedeir Keinc y Mabinogi. Ed. Ifor Williams. Cardiff: University of Wales Press, 1951. ISBN 0-7083-1407-4 (первое и до сих пор авторитетное издание)
- Pwyll Pendeuic Dyuet. Ed. R. L. Thomson. Medieval and Modern Welsh Series Vol. I. Dublin: Dublin Institute for Advanced Studies, 1986. ISBN 1-85500-051-2
- Peredur fab Efrawg. Golygwyd gan P. W. Thomas. Caerdydd: Gwag Prifysgol Cymru, 2000.

### Английские переводы
- Davies, Sioned. The Mabinogion. Oxford, New-York: Oxford University Press, 2007. ISBN 978-0-19-283242-9.
- Ford, Patrick K. The Mabinogi and Other Medieval Welsh Tales. Berkeley: University of California Press, 1977. ISBN 0-520-03414-7 (неполный)
- Gantz, Jeffrey. Trans. The Mabinogion. London and New York: Penguin Books, 1976. ISBN 0-14-044322-3.
- Guest, Lady Charlotte. The Mabinogion. Dover Publications, 1997. (в этом издании нет купюр, введённых леди Гест))
- Jones, Gwyn and Jones, Thomas. The Mabinogion. Everyman’s Library, 1949; revised in 1989, 1991.

### Русские переводы
- Мабиногион. Легенды средневекового Уэльса / Пер. с валлийского В. В. Эрлихмана. М.: Научно-издательский центр «Ладомир», 1995. 250 с.
- Сказания Красного дракона. Волшебные сказки и предания кельтов / Под ред. А. В. Платова. М.: Менеджер, 1996. 416 с.
- Кельты. Валлийские сказания: Мабиногион. В обработке Шарлотты Гест / Пер. с англ., предисл. Л. Володарской. М.: Арт-флекс, 2000. 256 с.
- Мабиногион. Легенды средневекового Уэльса / Пер. с валлийского В. В. Эрлихмана. 2-е изд. М.: Аграф, 2002. 416 с. (Наследие кельтов). ISBN 5-7784-0209-0.
- Кельтские мифы. СПб.: У-Фактория, 2005. 496 с. (Bibliotheca mythologica).

### Вторичные источники
- Charles-Edwards, T.M. «The Date of the Four Branches of the Mabinogi» Transactions of the Honourable Society of Cymmrodorion (1970): 263—298.
- Ford, Patrick K. «Prolegomena to a Reading of the Mabinogi: 'Pwyll' and 'Manawydan.'» Studia Celtica, 16/17 (1981-82): 110-25.
- Ford, Patrick K. "Branwen: A Study of the Celtic Affinities, " Studia Celtica 22/23 (1987/1988): 29-35.
- Hamp, Eric P. «Mabinogi.» Transactions of the Honourable Society of Cymmrodorion (1974—1975): 243—249.
- Hamp, Eric P. «Mabinogi and Archaism.» Celtica 23 (1999) Архивная копия от 9 мая 2009 на Wayback Machine
- Sims-Williams, Patrick. «The Submission of Irish Kings in Fact and Fiction: Henry II, Bendigeidfran, and the dating of the Four Branches of the Mabinogi», Cambridge Medieval Celtic Studies, 22 (Winter 1991): 31-61.
- Sullivan, C. W. III (ed). The Mabinogi, A Books of Essays. New York: Garland Publishing, Inc., 1996. ISBN 0-8153-1482-5

### Переводы
- Mabinogi Translations Новый аннотированный перевод Четырёх ветвей, выполненный Уиллом Паркером (англ.)
- Sacred Texts: The Mabinogion Перевод леди Гест (англ.)
- Мабиногион. Перевод с валлийского В. В. Эрлихмана.
- Парина Е. А. Обзор переводов «Четырёх ветвей Мабиноги» // Язык и культура кельтов. Материалы IX коллоквиума. СПб: «Наука», 2003.

### Оригинальные тексты
- Mabinogion на сайте проекта TITUS
- Pwyll Pendeuic Dyuet в Wikisource
- Branwen uerch Lyr в Wikisource
- Peredur fab Efrawg на сайте Кардиффского университета